# Щелкановка (Орловская область)
Щелкановка — деревня в Урицком районе Орловской области России. Входит в состав Архангельского сельского поселения.

## География
Деревня находится на левом берегу реки Орлица.

### Часовой пояс
Деревня Щелкановка, как и вся Орловская область, находится в часовой зоне МСК (московское время). Смещение применяемого времени относительно UTC составляет +3:00.

## Население
| 2010 |
| ---- |
| 5    |

## Улицы
В деревне имеется одна улица — Мичурина.